# 요코카와촌
요코카와촌(横川村)은 도치기현의 중부, 가와치군에 속했던 정이다.

## 역사
- 1889년 4월 1일 - 정촌제 시행에 의해 가와치군 요코카와촌이 성립하였다.
- 1954년 9월 25일 - 우쓰노미야시에 편입해 소멸하였다.